# Leibniz-Institut für Agrarentwicklung in Transformationsökonomien
Koordinaten: 51° 29′ 41,9″ N, 11° 56′ 17″ O

Ehemaliges Logo

Das Leibniz-Institut für Agrarentwicklung in Transformationsökonomien (IAMO), ehemals Leibniz-Institut für Agrarentwicklung in Mittel- und Osteuropa, ist eine außeruniversitäre Forschungseinrichtung mit Sitz in Halle (Saale). Das Institut widmet sich der Analyse von wirtschaftlichen, sozialen und politischen Veränderungsprozessen in der Agrar- und Ernährungswirtschaft sowie in den ländlichen Räumen. Sein Untersuchungsgebiet erstreckt sich von der sich erweiternden EU über die Transformationsregionen Mittel-, Ost- und Südosteuropas bis nach Zentral- und Ostasien.
Das im Jahr 1994 gegründete Institut ist eine Stiftung des öffentlichen Rechts des Landes Sachsen-Anhalt und ist Mitglied der Leibniz-Gemeinschaft. Darüber hinaus ist das Institut Gründungsmitglied des WissenschaftsCampus Halle - Pflanzenbasierte Bioökonomie (WCH) und des Leibniz-ScienceCampus "Eastern Europe - Global Area" (EEGA).

## Forschungsschwerpunkte
Als international ausgerichtetes agrarökonomisches Forschungsinstitut betreibt das IAMO grundlagen- und anwendungsorientierte Forschung. Es werden agrarpolitische Rahmenbedingungen und Gestaltungsmöglichkeiten, die Märkte im Agrar- und Ernährungssektor sowie die Entwicklung der Betriebe und Strukturen im ländlichen Raum analysiert. Betriebliche und agrarpolitische Entscheidungen sowie Marktprozesse beeinflussen dabei auch die Mensch-Umwelt-Beziehungen in ländlichen Räumen. Die wissenschaftliche Arbeit des Instituts ist hierbei in fünf Forschungsschwerpunkten organisiert:
- Politik und Institutionen
- Nutzung natürlicher Ressourcen
- Lebensverhältnisse im ländlichen Raum
- Organisation der Agrarproduktion
- Koordination von Wertschöpfungsketten

Der Forschungsbereich des Instituts gliedert sich in drei Abteilungen:
- Rahmenbedingungen des Agrarsektors und Politikanalyse,
- Agrarmärkte, Agrarvermarktung und Weltagrarhandel,
- Betriebs- und Strukturentwicklung im ländlichen Raum.

## Finanzierung
Im Rahmen der institutionellen Förderung tragen der Bund in Gestalt des Bundesministeriums für Ernährung und Landwirtschaft und die Länder (hier durch das Sitzland Sachsen-Anhalt vertreten) zu gleichen Teilen die Finanzierung des IAMO.